# Earth 300

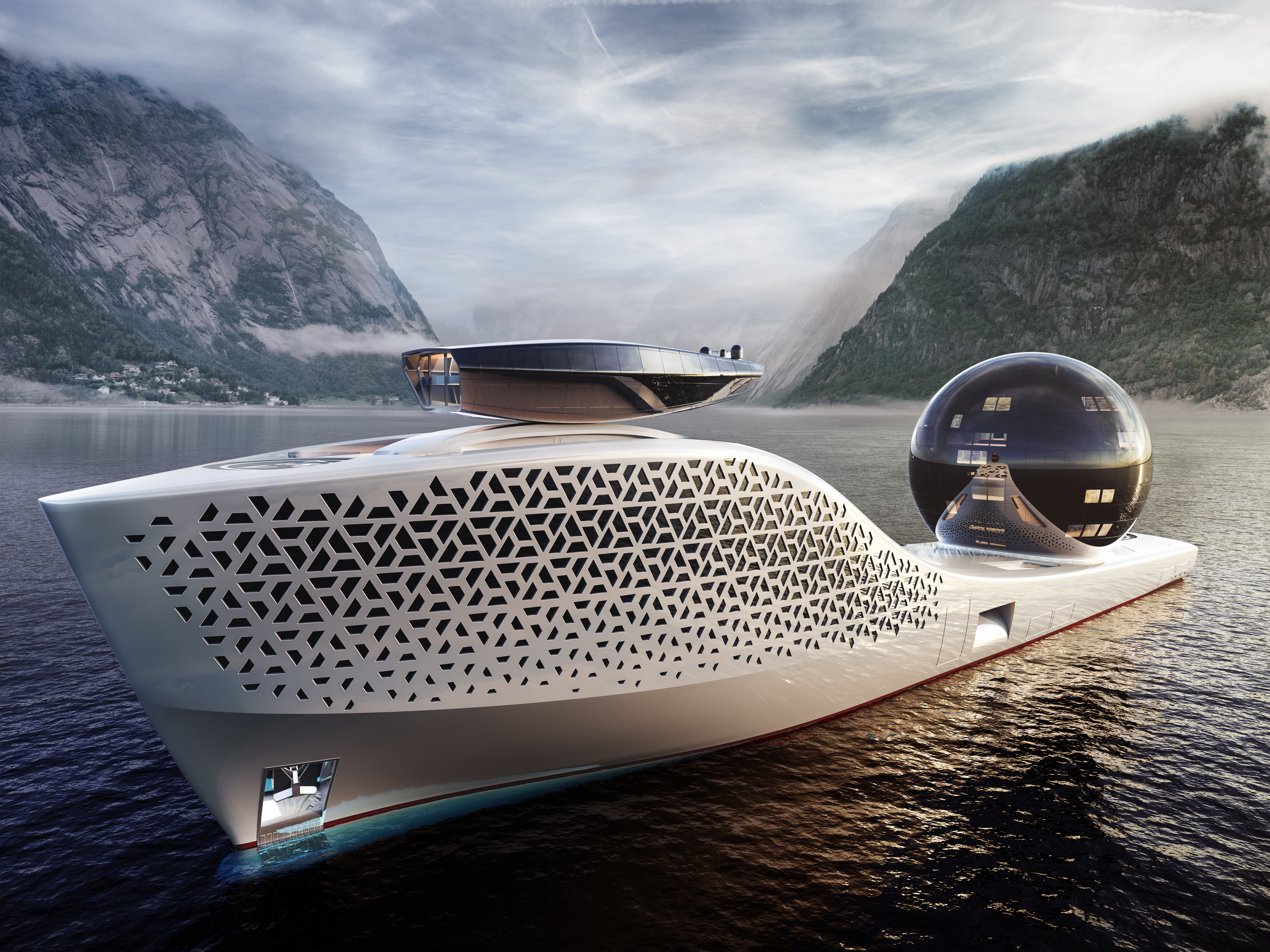
Proiectare pentru nava Earth 300

Earth 300 este o organizație care aspiră atât să inspire, cât și să sprijine cercetarea oceanografică și conștientizarea crizei climatice. A proiectat o navă de cercetare științifică care, dacă ar fi construită, ar fi cel mai mare Superyacht⁠(d) vreodată, 300 metri (980 ft) lung. Intenționează să găzduiască experți în diverse domenii, permițând cercetarea interdisciplinară asupra schimbărilor climatice, oceanografiei și problemelor de durabilitate. Aspectul distinctiv al navei urmărește, de asemenea, să atragă atenția asupra sănătății climei și a oceanelor. Earth 300 a reunit persoane dintr-o varietate de medii și a format parteneriate cu companii pentru a oferi diferite aspecte ale tehnologiei navei. Organizația își propune să lanseze nava în 2025.

## Obiective și scop
Earth 300 este ideea lui Aaron Olivera. Olivera a fost anterior președinte al Royal Falcon Yachts, unde a ajutat la finanțarea unui proiect de mega-yacht proiectat de Porsche. El a fost inspirat să înființeze organizația după ce a văzut corali murind din cauza acidificării oceanului în timpul unei călătorii în Maldive. Olivera descrie scopul ca fiind „de a construi torța olimpică a științei globale, să ne extindem cunoștințele și înțelegerea universului, atât deasupra, cât și sub suprafața oceanului.” un vas al cărui design va „capta atenția oamenilor, dar și inimile și imaginația lor” și le va concentra asupra problemei schimbărilor climatice.
Nava a fost proiectată de Ivan Salas Jefferson a cărui firmă, Iddes Yachts, a lucrat cu firma poloneză de arhitectură navală NED. Acesta este destinat să sprijine cercetarea științifică privind schimbările climatice globale și alte provocări majore crescând totodată conștientizarea publicului. Designul prevede 22 de laboratoare la bord și primul computer cuantic oceanic comercial. Pe lângă faptul că inspiră publicul larg, designul modernist are scopul de a atrage ecoturiști care ar subvenționa călătoriile, permițând oamenilor de știință și studenților să călătorească gratuit. Vor exista zece apartamente de lux pentru acești pasageri și zece apartamente suplimentare pentru persoanele a căror experiență sau experiență va ajuta călătoria, dar care altfel nu și-ar putea permite călătoria. Olivera a declarat că cercetările efectuate pe Earth 300 vor fi sursă deschisă, partajate în timp real cu restul comunității științifice.

## Proiectare propusă
Proiectarea este pentru un vas 300 metri (980 ft) lung și 60 metri (200 ft) înalt. Dacă ar fi construit, ar fi cel mai mare superyacht de până acum. Proiectele includ un heliport și o punte de observare în consolă. Este destinat să găzduiască peste 400 de persoane, inclusiv 160 de oameni de știință, 20 de experți rezidenți și un echipaj de 165. Designul plasează laboratoarele științifice ale navei într-o sferă științifică, o structură înaltă de treisprezece etaje a cărei formă este inspirată de Pământ.

### Propulsie
Nava este destinată în cele din urmă să fie condusă de un sistem de propulsie durabil cu zero emisii de carbon. Proiectarea propune ca acesta să fie alimentat de un reactor cu sare topită, un fel de reactor de fisiune nucleară care funcționează aproape de presiunea atmosferică, mai degrabă decât de presiunea ridicată a reactoarelor răcite cu apă. Nava de cercetare Earth 300 ar fi prima navă care va folosi acest tip de reactor. Aprobarea reactorului ar dura cinci până la șapte ani, așa că proiectanții caută un sistem de propulsie bazat pe combustibili verzi pentru a fi folosit între timp.

## Parteneri și personal
Printre partenerii Earth 300 se numără Iddes Yachts, NED, Triton Submarines și compania de transport maritim italiană RINA. Firma de tehnologie IBM sa alăturat inițiativei de a oferi calculatoare de înaltă performanță. Earth 300 are un grup consultativ care include Michael J. Silah⁠(d), fost membru al Corpului de Ofițeri Comisionați al Administrației Naționale pentru Oceanii și Atmosfere, și producătorul de film Mario Kassar⁠(d). Olivera, care este acum CEO-ul Earth 300, prevede că nava va găzdui oameni de știință din domeniul științei marine, pământului și climei, precum și experți din alte domenii, inclusiv economie, artă și inginerie.

## Construcție
Organizația estimează că construcția va costa 700 de milioane de dolari și a luat în considerare șantierele navale din Europa și Coreea de Sud. Se așteaptă să lanseze nava în 2025.

## Răspunsuri și acoperire
Proiectul a atras atenția presei de la publicații precum BBC Science Focus⁠(d), Forbes și Bloomberg News. Simon Redfern, decanul facultății de științe de la Universitatea Tehnologică Nanyang, a descris ca „incitantă” perspectiva ca Earth 300 să umple golurile în cunoștințele omenirii despre oceane. Martin Yates, Director tehnic la Dell Technologies⁠(d), susține proiectul și și-a exprimat speranța că nava va fi ca „o stație spațială pe Pământ” echipată cu cele mai avansate tehnologii de calcul.
Dawn Stover, scriind pentru Bulletin of the Atomic Scientists, s-a referit la proiect ca fiind „exagerat”. Stover a remarcat că atât reactorul nuclear cu sare topită, cât și calculatorul cuantic prezentat de Earth 300 ca fiind cruciale pentru proiect nu au fost construite. Stover s-a referit la invitații urmăriți ai Oliverei, care includ Elon Musk și Michelle Obama, și proiectul mai larg drept „[...] mai mult aspirațional decât realist”.